# 金沙槭
金沙槭（学名：Acer paxii）为槭树科槭属下的一个种。

## 扩展阅读
- 維基物種上的相關：金沙槭